# Хэмптон, Шанола
Шано́ла Хэ́мптон (англ. Shanola Hampton; род. 27 мая 1977, Чарлстон, Южная Каролина) — американская актриса, наибольшую известность получила благодаря роли Вероники Фишер в телесериале «Бесстыжие», Рошель в компьютерной игре Left 4 Dead 2 и Габриэль «Габи» Мозли в телесериале «Поиски».

## Ранняя жизнь
Хэмптон родилась 27 мая 1977 года на Лонг-Айленд, Нью-Йорк, США, где она жила до четырех лет, затем вместе с родителями перебралась в Саммервилл. Хэмптон училась в средней школе Саммервилля. Она также окончила университет Уинтропа по специальности «театр». Во время обучения в университете была инециирована в качестве члена отделения Alpha Kappa Alpha. Также Хэмптон окончила Иллинойсский университет в Урбане-Шампейне, одновременно с этим подрабатывая в пивоварне Goose Island Brewery. За время обучения получила степень магистра изящных искусств.

## Карьера
В 2000 году Хэмптон появилась в мюзикле «Дар» в театре «Тиффани». Дебют на телеэкранах состоялся лишь через год, в телесериале «Лучшие» где она исполнила малозаметную роль. За период с 2001 по 2004 года играла лишь эпизодические роли, появившись в телесериале «Риба», «Сильное лекарство» и «Клиника», а также пилоте телесериала «Суперженщины» и короткометражном фильме «Дурная слава». В 2005 году исполнила более заметную роль в комедии «Личная жизнь Этана Грина», в том же году появилась в четырех эпизодах телесериала «Связанные», а в 2006 году появилась в эпизоде телесериала «Пеппер Деннис». В 2006 году исполнила небольшую роль в телефильме «Еще больше терпения», а в 2007 году появилась полнометражном триллере «Висельник». В 2009 году дебютировала в качестве актрисы захвата движений и озвучивания Рошель, в компьютерной игре Left 4 Dead 2. В 2010 году исполнила второстепенную роль в телесериале «Больница Майами» и комедии «Снова ты». В 2011 году присоединилась к основному актерскому составу телесериала «Бесстыжие»,  появившись во всех 134 эпизодах телесериала. В 2012 году исполнила эпизодическую роль в телесериале «Мыслить как преступник», а также исполнила главную роль в короткометражном фильме «Горячий и обеспокоенный». В 2013 году исполнила главную роль в драме «То, о чём молчат», за роль в фильме актриса получила премию Американского фестиваля чернокожего кино, в категории «Лучшая актриса», в этом же году появилась в короткометражке «Они умирают к рассвету» и телефильме «Рождество в городе». В 2014 году появилась в фильме «Пригородная готика», а также короткометражке «Руки робота Рикки». В 2015 году появилась в фильме «Навсегда» и «Всегда достойный» соотвественно. В этом же году появилась в двух эпизодах телесериала «Сталкер». В 2018 году исполнила главную роль в короткометражном фильме «Не причиняй вреда». В 2019 году появилась в фильмах «Три - это сложно» и «#Истина». В 2020 году исполнила главную роль в фильме «Сквозь темное стекло», за роль в фильме актриса получила премию от Кинофестиваля «Красная скала». В 2021 году исполнила главную роль в эротическом триллере «Опасные иллюзии». В 2022 году исполнила эпизодическую роль в телесериале «Соседство». В 2023 году присоединилась к основному актерскому составу телесериала Поиски, за роль в телесериале актриса получила премию «Грейси», а также номинации на премию NAACP Image и премию «Выбор критиков».

## Личная жизнь
С 11 марта 2000 года Шанола замужем за актёром Дареном Дьюкзом. У супругов есть двое детей — дочь Кай МайАнна Дьюкз (род.20.01.2014) и сын Дарен О. С. Дьюкз (род.09.05.2016).

## Фильмография
| Год       |     | Русское название         | Оригинальное название                            | Роль                         |
| --------- | --- | ------------------------ | ------------------------------------------------ | ---------------------------- |
| 2001      | с   | Лучшие                   | Popular                                          | девушка                      |
| 2001      | с   | Риба                     | Reba                                             | Марси                        |
| 2001      | кор | Суперженщины             | Electra Woman and Dyna Girl                      | Дэйзи                        |
| 2002      | с   | Сильное лекарство        | Strong Medicine                                  | Трейси Сандерс               |
| 2002      | кор | Дурная слава             | Notoriety                                        | Сара                         |
| 2004      | с   | Клиника                  | Scrubs                                           | женщина                      |
| 2005      | ф   | Личная жизнь Этана Грина | The Mostly Unfabulous Social Life of Ethan Green | Шарлотта                     |
| 2005—2006 | с   | Связанные                | Related                                          | Флэш                         |
| 2006      | с   | Пеппер Деннис            | Pepper Dennis                                    | Дарсин                       |
| 2006      | тф  | Еще больше терпения      | More, Patience                                   | бариста                      |
| 2007      | ф   | Висельник                | The Hanged Man                                   | Х-фактор                     |
| 2009      | ки  |                          | Left 4 Dead 2                                    | Рошель                       |
| 2010      | с   | Больница Майами          | Miami Medical                                    | медсестра Грэйсффа           |
| 2010      | ф   | Снова ты                 | You Again                                        | Тэмми                        |
| 2011—2021 | с   | Бесстыжие                | Shameless                                        | Вероника Фишер               |
| 2012      | с   | Мыслить как преступник   | Criminal Minds                                   | Синди Бёрнс                  |
| 2012      | кор | Горячий и обеспокоенный  | Hot and Bothered                                 | Алекс                        |
| 2013      | ф   | То, о чём молчат         | Things Never Said                                | Калиндра Степни              |
| 2013      | кор | Они умирают к рассвету   | They Die by Dawn                                 | «хорошенькая женщина»        |
| 2013      | тф  | Рождество в городе       | Christmas in the City                            | Энджи                        |
| 2014      | ф   | Пригородная готика       | Suburban Gothic                                  | Тикона                       |
| 2014      | кор | Руки робота Рикки        | Ricky Robot Arms                                 | Алексия                      |
| 2015      | ф   | Всегда достойный         | Always Worthy                                    | Кира                         |
| 2015      | с   | Сталкер                  | Stalker                                          | Пэм Тайлер                   |
| 2015      | ф   | Навсегда                 | Forever                                          | Лаура                        |
| 2018      | кор | Не причиняй вреда        | Do No Harm                                       | Артиллерийский сержант Витте |
| 2018      | с   | Америка 2.0              | America 2.0                                      | Анна Росси                   |
| 2019      | тф  | Три - это сложно         | Three's Complicated                              | Дежа                         |
| 2019      | ф   | #Истина                  | #Truth                                           | Катрина Литтл                |
| 2020      | ф   | Сквозь темное стекло     | Through the Glass Darkly                         | Эми                          |
| 2021      | ф   | Опасные иллюзии          | Deadly Illusions                                 | Элейн Фуллер                 |
| 2022      | с   | Соседство                | The Neighborhood                                 | Ники                         |
| 2023—2025 | с   | Поиски                   | Found                                            | Габриэль «Габи» Мозли        |

## Награды и номинации
| Год  | Награда                                 | Категория                              | Номинация за         | Результат | Примечания |
| ---- | --------------------------------------- | -------------------------------------- | -------------------- | --------- | ---------- |
| 2013 | Американский фестиваль чернокожего кино | Лучшая актриса                         | То, о чём молчат     | Победа    | [ 47 ]     |
| 2020 | Кинофестиваль «Красная скала»           | Актриса в художественном фильме        | Сквозь темное стекло | Победа    | [ 48 ]     |
| 2024 | Премия «Грейси»                         | Актриса в главной роли - Драма         | Поиски               | Победа    | [ 49 ]     |
| 2025 | Премия NAACP Image                      | Лучшая актриса в драматическом сериале | Поиски               | Номинация | [ 50 ]     |
| 2025 | Премия «Выбор критиков»                 | Лучшая актриса в драматическом сериале | Поиски               | Номинация | [ 51 ]     |